# T. J. Lavin
Thomas Joseph Lavin (Las Vegas, Nevada, 7 de diciembre de 1976) es un ciclista estadounidense de BMX y presentador de The Challenge de MTV desde su undécima temporada.

## Primeros años
Thomas Joseph Lavin nació el 7 de diciembre de 1976 en Las Vegas, Nevada. Lavin comenzó a andar en bicicleta cuando tenía dos años y corrió BMX hasta los 15 años. Luego dejó de correr para intentar saltar en tierra. Finalmente se convirtió en un profesional a la edad de diecinueve años. También estuvo en el equipo de lucha libre mientras estaba en la escuela secundaria.

## Carrera

### BMX
Ha participado en eventos como los X Games y el Dew Action Sports Tour. En los X Games se llevó el bronce tres veces, la plata una vez y el oro tres veces (una fue australiana). Ha sido campeón del DK Dirt Circuit, campeón de los Gravity Games, campeón de Europa y campeón de la CFB. En 1995, fue coronado como el "Rey de la suciedad". Tiene una pista de BMX de 1 acre (0,40 ha) en su patio trasero que incluye varios senderos acondicionados y saltos de tierra. Actualmente está patrocinado por S&M Bikes, Headrush, Monster Energy Drink, Lavs Lab y Kicker. TJ Lavin también es el tema de una pintura fotorrealista titulada King of Dirt. 
Lavin estaba compitiendo en un evento del Dew Tour en Las Vegas el 14 de octubre de 2010, donde se estrelló y fue trasladado de urgencia al hospital. Debido a las heridas críticas que sufrió, lo pusieron en coma inducido médicamente y poco después desarrolló un caso de neumonía. El 20 de octubre, Chas Aday, amigo de Lavin, informó que Lavin respiraba por su cuenta, siguiendo órdenes simples como apretar las manos o dar el pulgar hacia arriba a los médicos y se esperaba que se recuperara por completo. Lavin pudo regresar a casa el 16 de noviembre de 2010.

### Música
Lavin aprendió a tocar el piano por sí mismo y tiene un estudio de grabación en su casa. Lanzó su álbum llamado LAVS the First SET. Apareció en la canción "Never Gonna Hold Me Down" con Johnny Richter en el álbum Sub Noize Souljaz, en la canción "Watcha Want" en el álbum Random Stuff del buen amigo y artista de grabación de Suburban Noize Big B, y en Tsunami Bros, álbum King Harbor en una canción titulada "The Crab Shack Special". 
En 2008, Lavin lanzó el sencillo "Soldier", un tributo a su viejo amigo Stephen Murray. Stephen se estrelló durante el AST Dew Tour. Sufrió una grave lesión en la columna durante un intento de voltereta hacia atrás el 22 de junio de 2007. Todas las ventas del sencillo fueron donadas al Fondo Familiar Stephen Murray.

### MTV
Lavin es el tema de la película Una película sobre T. J. Lavin. Apareció en un episodio de Cribs de MTV. Lavin tiene un videojuego que lleva su nombre: MTV Sports: T. J. Lavin's Ultimate BMX. 
Ha presentado spin-offs, especiales y el programa de competencia de telerrealidad de MTV The Challenge (originalmente titulado Road Rules Challenge) desde su undécima temporada. También ha sido el presentador de varios spin-offs del programa.

#### The Challenge
- Real World/Road Rules Challenge: The Gauntlet 2 (2005–2006)
- Real World/Road Rules Challenge: Fresh Meat (2006)
- Real World/Road Rules Challenge: The Duel (2006–2007)
- Real World/Road Rules Challenge: The Inferno 3 (2007)
- Real World/Road Rules Challenge: The Gauntlet III (2008)
- Real World/Road Rules Challenge: The Island (2008)
- Real World/Road Rules Challenge: The Duel II (2009)
- Real World/Road Rules Challenge: The Ruins (2009)
- Spring Break Challenge (2010)
- The Challenge: Carne Fresca II (2010)
- The Challenge: Cutthroat (2010)
- The Challenge: Rivales (2011)
- The Challenge: Battle of the Exes (2012)
- The Challenge: Batalla de las Temporadas (2012)
- The Challenge: Rivales II (2013)
- The Challenge: Agentes Libres (2014)
- The Challenge: Batalla de los Exes II (2015)
- The Challenge: Batalla de las Líneas de Sangre (2015–2016)
- The Challenge: Rivales III (2016)
- The Challenge: Invasión de los Campeones (2017)
- The Challenge XXX: Sucios 30 (2017)
- The Challenge: Vendettas (2018)
- The Challenge: Cálculo Final (2018)
- The Challenge: La Guerra de los Mundos (2019)
- The Challenge: La Guerra de los Mundos 2 (2019)
- The Challenge: Demencia Total (2020)
- The Challenge: Agentes Dobles (2020–2021)
- The Challenge: All Stars (2021)
- The Challenge: Espías, Mentiras & Aliados (2021)
- The Challenge: All Stars 2 (2021-2022)
- The Challenge: All Stars 3 (2022)
- The Challenge: USA (2022)
- The Challenge: Ride or Dies (2022)
- The Challenge: Campeonato Global (TBD)

### Película porno
Lavin aparece en un papel protagónico como Eli en la película independiente A Monster Among Men, estrenada en 2012.

## Vida personal
Se casó con su novia de toda la vida Roxanne Siordia el 2 de noviembre de 2012 en Las Vegas. La pareja había estado junta durante ocho años y se casó en su aniversario. A través de Siordia, Lavin tiene una hijastra, Raquel (nacida en 1999), a quien ha adoptado desde entonces.